# St. Hieronymus (Dahlem)

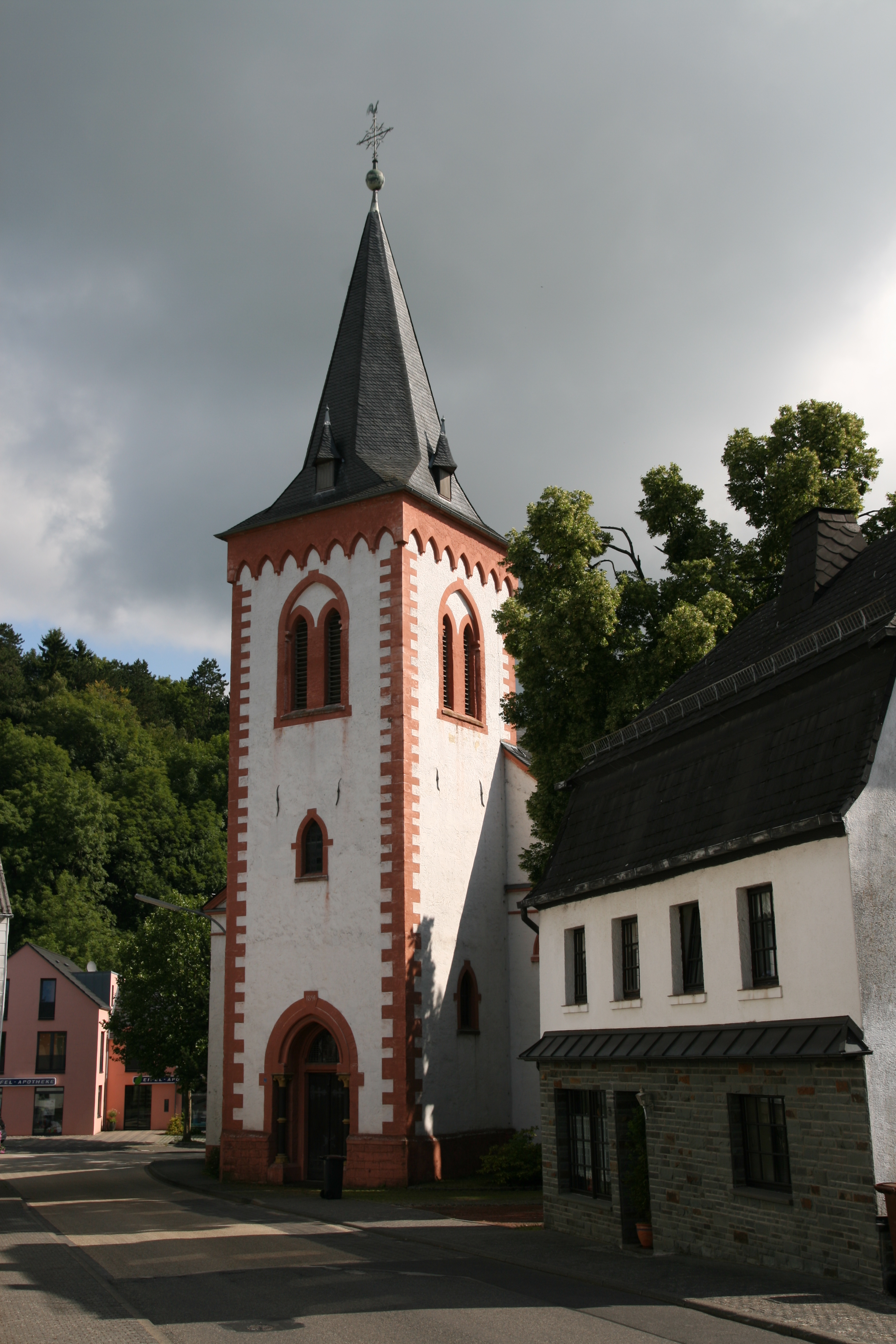
St. Hieronymus in Dahlem

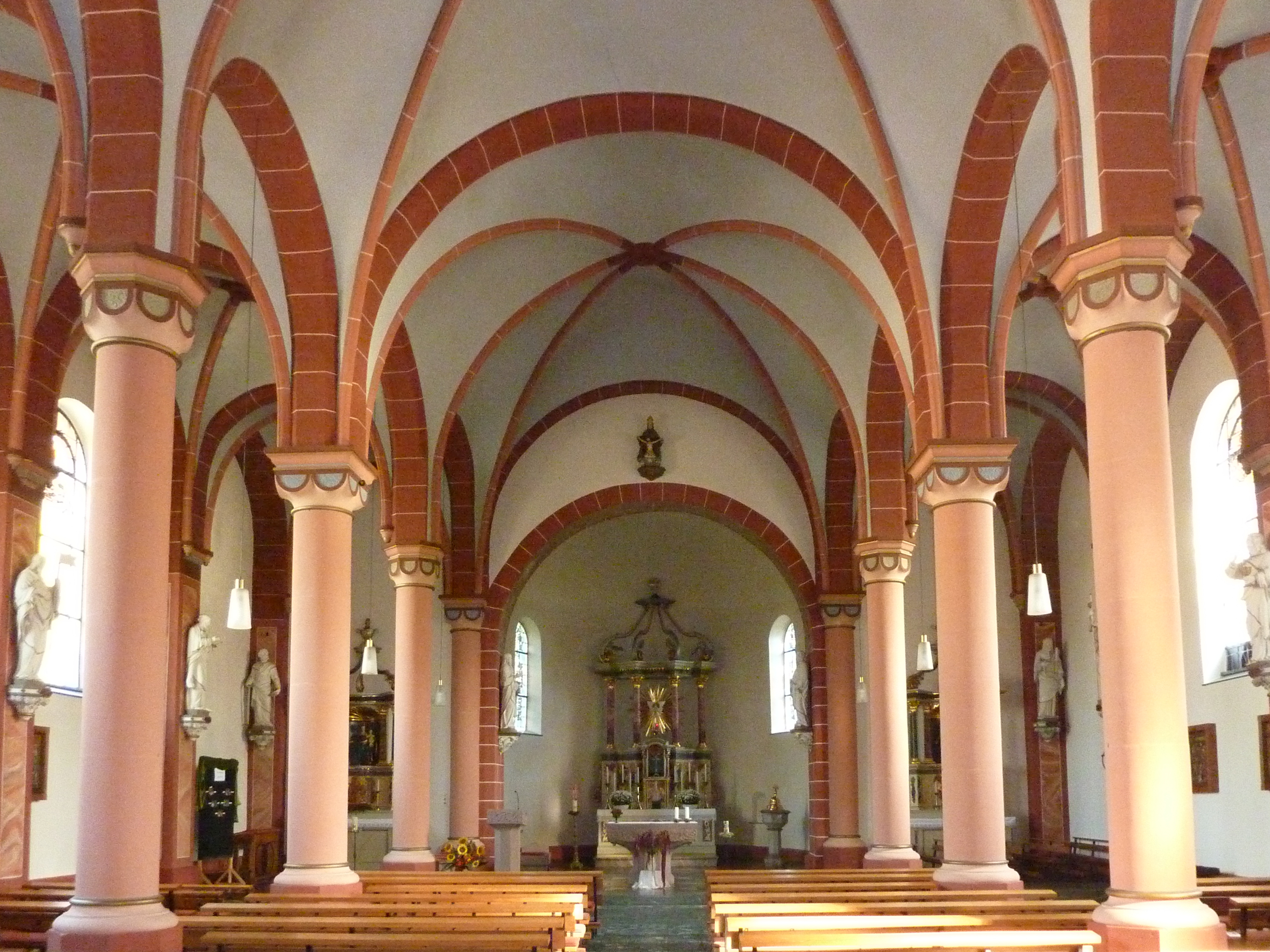
Innenraum

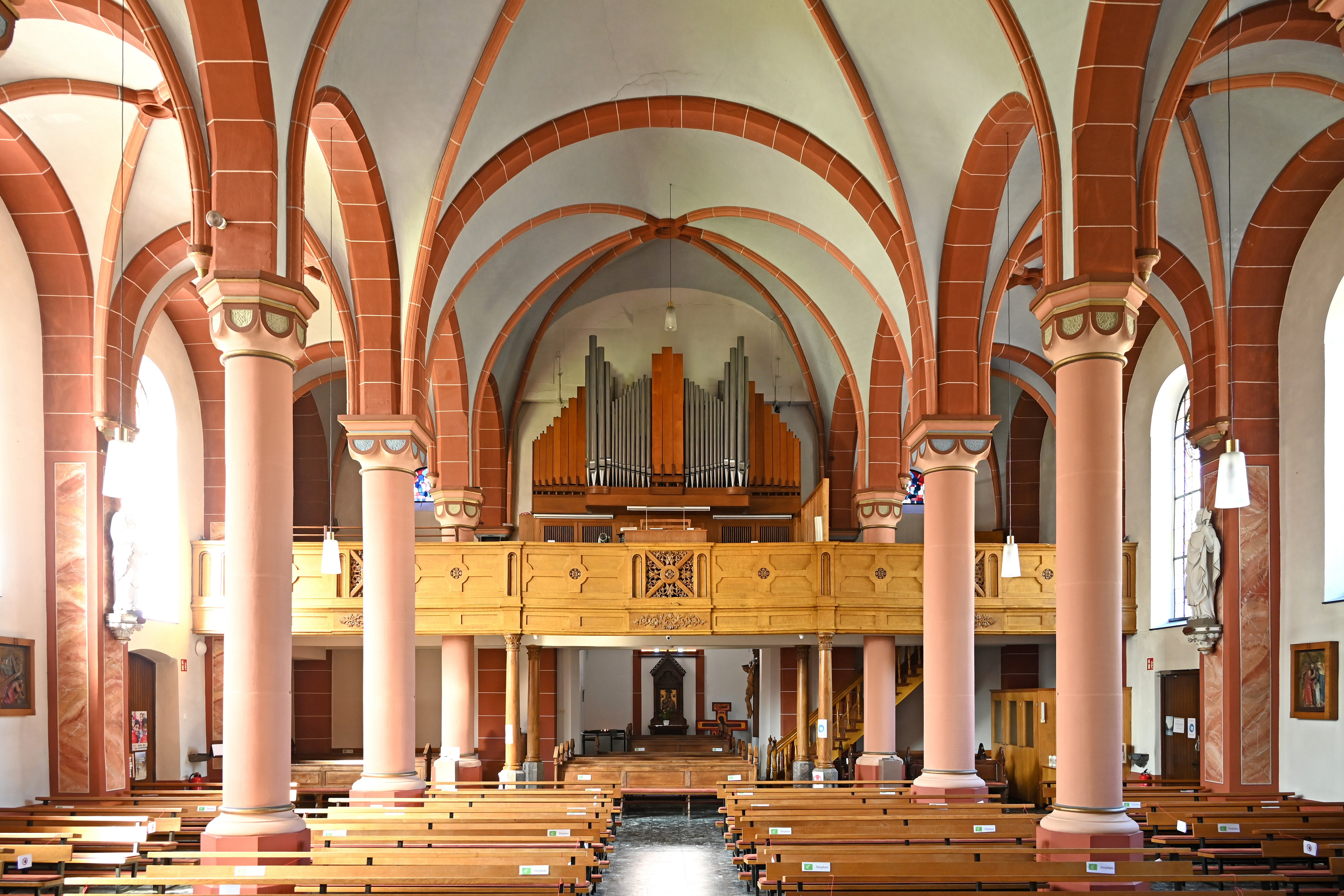
Orgel von Weimbs (1960)

St. Hieronymus ist die römisch-katholische Pfarrkirche des Ortes Dahlem im Kreis Euskirchen (Nordrhein-Westfalen).
Das Gotteshaus ist als Baudenkmal unter Nummer 61 in die Liste der Baudenkmäler in Dahlem (Nordeifel) eingetragen.

## Geschichte
Eine Kirche in Dahlem wird das erste Mal im Jahr 1528 urkundlich erwähnt. Es ist jedoch davon auszugehen, dass es bereits im 9. Jahrhundert eine Kapelle in Dahlem gegeben hat. In diese Zeit fällt auch die erste urkundliche Erwähnung des Ortes. Aus dem 15. oder 16. Jahrhundert stammt vermutlich noch der spätgotische Glockenturm der heutigen Kirche.
1844 wurde das alte Kirchenschiff abgerissen, da es zu klein für die angewachsene Bevölkerung geworden war. Bereits am 21. Mai 1844 wurde der Grundstein zu einer neuen Kirche gelegt, die noch im selben Jahr vollendet werden konnte. Geweiht wurde die dreischiffige Hallenkirche im Baustil mit halbkreisförmiger Apsis im Jahr 1851 durch den Kölner Erzbischof Johannes von Geissel. Die Pläne zum Bau stammen vom Architekten Richard Castenholz. Seit dem Einbau der Gewölbe 1907 ist die Kirche  neuromanisch. Der Turm ist neugotisch. Um erhielt sie 1908 eine Sakristei.

## Ausstattung
Im Innern befinden sich ein Hochaltar mit zwei dazugehörigen Nebenaltären im Stil des Rokoko aus dem Jahr 1716, zwölf Figuren mit Darstellungen der Apostel aus dem Jahr 1868 in den beiden Seitenschiffen und ein Kreuzweg von 1991. Außerdem ist im Innenraum eine Orgel der Firma Weimbs Orgelbau aus Hellenthal eingebaut. Sie besitzt 21 Register und stammt aus dem Jahr 1960. Die Fenster der Seitenschiffe sind Werke der Firma Glasmalerei Jörres aus dem Jahr 1948. Die Chorfenster schuf der Künstler Ernst Jansen-Winkeln 1975.

## Glocken
| Nr. | Name        | Durchmesser (mm) | Masse (kg, ca.) | Schlagton (HT-1/16) | Gießer                                                      | Gussjahr |
| --- | ----------- | ---------------- | --------------- | ------------------- | ----------------------------------------------------------- | -------- |
| 1   | Christkönig | 1.441            | 1.880           | des' +3             | Hans August Mark, Eifeler Glockengießerei Mark, Brockscheid | 1983     |
| 2   | Maria       | 1.283            | 1.320           | es' +4              | Hans August Mark, Eifeler Glockengießerei Mark, Brockscheid | 1983     |
| 3   | Hieronymus  | 1.130            | 945             | f' +6               | Hans August Mark, Eifeler Glockengießerei Mark, Brockscheid | 1983     |
| 4   | -           | 1.077            | 800             | ges' +7             | -                                                           | 1736     |

Motiv: Regina caeli